# Koepel van al-Khalili

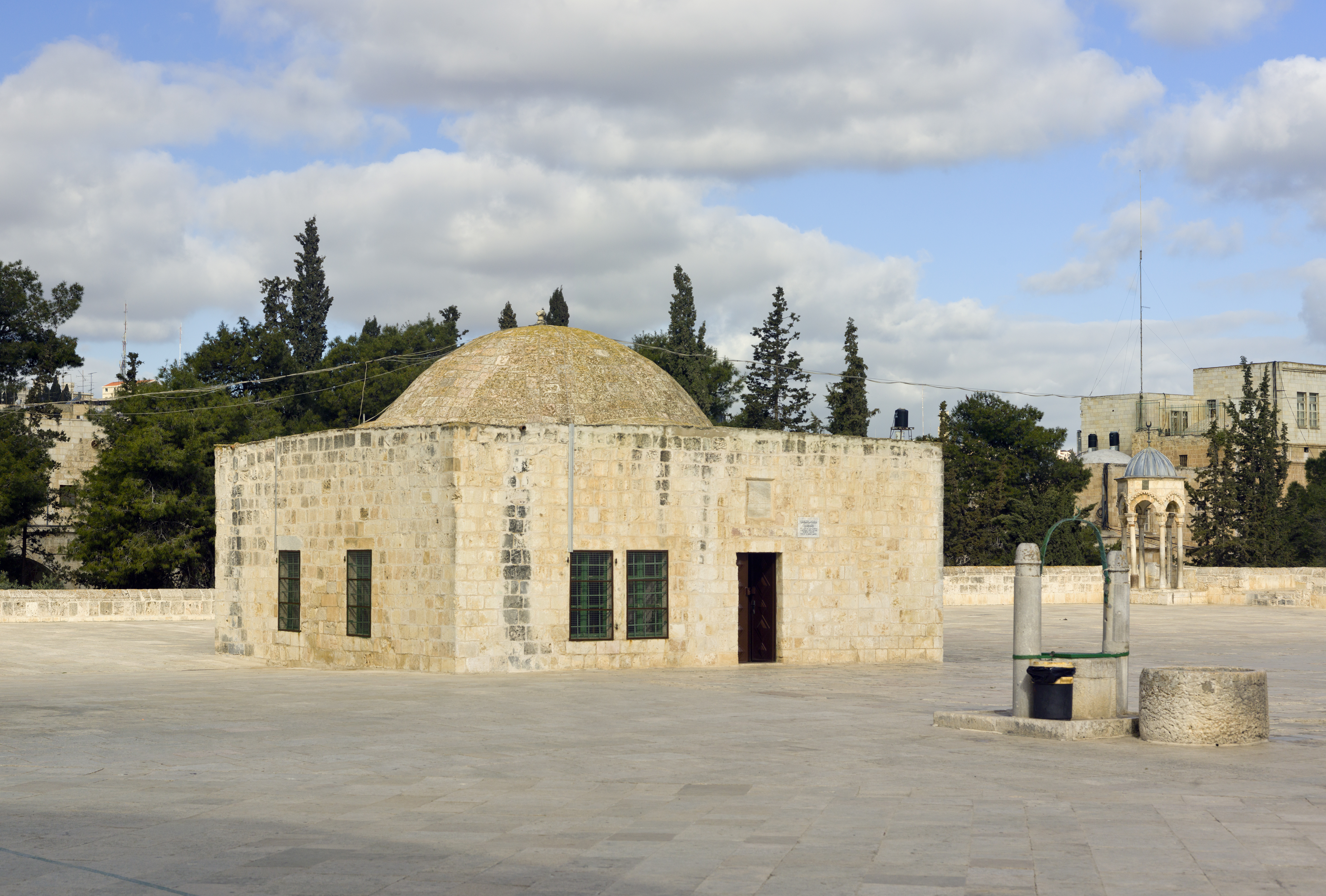
De Koepel van al-Khalili in Jeruzalem.

De Koepel van al-Khalili (Arabisch: قبة الخليلي, Qubbat al-Khalili) is een klein koepelvormig gebouw op het centrale platform van de Tempelberg (Haram ash-Sharif), ten noorden van de Rotskoepel in de Oude Stad van Jeruzalem. Het gebouw is opgetrokken uit bakstenen die dof zijn.
De Koepel van al-Khalili werd gebouwd in het begin van de 18e eeuw, tijdens de Ottomaanse heerschappij over Palestina, ter ere van Mohammad al-Khalili, een islamitische geleerde in de fiqh die in 1734 overleed.